# Конкурентная разведка
Конкурентная разведка (англ. Competitive Intelligence, сокр. CI) — сбор и обработка данных из разных источников для выработки управленческих решений с целью повышения конкурентоспособности коммерческой организации, проводимые в рамках закона и с соблюдением этических норм (в отличие от промышленного шпионажа), а также структурное подразделение предприятия, выполняющее эти функции. Другое определение понятия «Бизнес-разведка» — это особый вид информационно-аналитической работы, позволяющий собирать обширнейшую информацию о юридических и физических лицах без применения специфических методов оперативно-разыскной деятельности, являющихся исключительной прерогативой государственных правоохранительных органов и спецслужб.
Другие часто встречающиеся названия конкурентной разведки — бизнес-разведка, деловая разведка, аналитическая разведка, экономическая разведка, маркетинговая разведка, коммерческая разведка.

## История
Использование разведки в деятельности бизнеса началось отнюдь не в конце XX столетия. Если способность анализировать и делать выводы рассматривать как неотъемлемую часть функций головного мозга, поднявшую человека над животным миром, то следует также признать, что человек применяет эту способность абсолютно во всех отраслях своей жизни. Поэтому бизнес — это всего лишь одна из многих сфер применения разведки. Как в прошлом, так и сейчас предприниматели не всегда достигают в бизнесе идеальных результатов. Однако можно уверенно заявить, что предприниматели, опиравшиеся на разведку, всегда оказывались более успешными, нежели те, кто этого не делал.
Первые шаги конкурентной разведки были неразрывно связаны с промышленным шпионажем. Стоимость подобных мероприятий была очень высока, поэтому проводили их либо государства, либо частные компании по поручению государства. Тем не менее и в те давние времена были исключения из правил.
Датой появления первой документально подтвержденной конкурентной разведки принято считать конец XIV века. Тогда Дом Фуггеров в немецком Аугсбурге впервые в мире стал использовать элементы конкурентной разведки организованно и на постоянной основе. Фуггеры распространяли среди своих ключевых сотрудников на местах так называемый «новостной манускрипт». Этот документ содержал целенаправленно отобранную и проанализированную коммерческую и политическую информацию, поступавшую из всех пунктов, входивших в зону интересов компании, и позволял принимать управленческие решения. Специалисты считают, что именно это позволило Фуггерам занять лидирующее положение в ключевых отраслях промышленности. Впоследствии Фуггеры создали первый в Европе банковский дом.
К более позднему периоду относятся немного ярких примеров, которые можно отнести к конкурентной разведке в её современном понимании. Американские авторы пишут, что Ротшильды в конце XVIII века располагали двумястами агентами. Результаты деятельности этой сети были предоставлены в распоряжение правительства Англии, воевавшей против Наполеона. Благодаря своим информаторам и их контакту с правительственными и военными структурами Натан Ротшильд узнал о поражении Наполеона первым в Лондоне. Ротшильды владели этой информацией монопольно очень недолго, но этого было достаточно, чтобы они взяли под свой контроль самое передовое в технологическом плане направление того времени — текстильную промышленность.
По данным американского автора Герберта Мейера в период между двумя мировыми войнами с помощью таких методов, как ценовая война, протекционизм со стороны государства, незаконное копирование технологий, японская текстильная промышленность победила своих британских и американских конкурентов. Японское государство дошло даже до того, что компенсировало своим фирмам и предприятиям высокие таможенные пошлины.
Промышленный шпионаж был и остается «коньком» японского прогресса. Это была, по мнению ряда экспертов, единственная возможность шагнуть из изоляции и феодализма в технологическое общество. Например, современная история компании Sony берет начало от американского электропроигрывателя довоенного изготовления.
По мере развития современных технологий удельный вес промышленного шпионажа в работе японских компаний резко сокращается за счет увеличения доли конкурентной разведки. Эта тенденция отхода от промышленного шпионажа и преобладания конкурентной разведки в работе компаний наблюдается сегодня во всем мире.
Конкурентная разведка в её сегодняшнем виде получила сильный импульс развития в середине 1980-х годов. Родоначальником конкурентной разведки современного периода считается компания Xerox, столкнувшаяся с конкуренцией со стороны японских производителей. Это была война насмерть, поскольку японцы вышли на американский рынок с розничными ценами ниже себестоимости Xerox. Но Xerox благодаря своему японскому филиалу создал систему работы, которую сегодня называют бенчмаркингом, а затем адаптировал и применил к миру бизнеса разведывательные технологии в максимально возможном объёме. Его примеру последовали другие крупные американские компании. Через несколько лет конкурентная разведка стала применяться в Европе, а затем и во всем мире. Этот период можно считать окончательным выделением конкурентной разведки в отдельное направление деятельности.
Сегодняшнее развитие технологий — прежде всего, связи и компьютеров — сделало полноценную разведку технически и финансово доступной для крупных, средних и даже для малых компаний. Вот почему конкурентная разведка сегодня столь стремительно распространяется во всех отраслях и на всех уровнях экономики.
Информационно-аналитическая деятельность консалтинговых фирм и подразделений конкурентной разведки в компаниях все больше основывается на современных информационных технологиях, принимает на вооружение самые последние достижения в области искусственного интеллекта. При удачном сочетании этих технологий с наработками в области психологии, с оглядкой на законодательство, получается успешная служба конкурентной разведки.
К началу 1990-х годов сформировались международные и национальные общества профессионалов конкурентной разведки, которые за счет выпуска периодических изданий, проведения конференций и тренингов позволили организовать обмен опытом между специалистами. Наиболее известны в мире такие общества как SCIP со штаб-квартирой в США и Competia со штаб-квартирой в Канаде. В России существует Российское общество профессионалов конкурентной разведки РОПКР и Сообщество Практиков Конкурентной разведки (СПКР). На Украине сообщество профессионалов конкурентной разведки представлено Харьковской областной общественной организацией «Общество аналитиков и профессионалов конкурентной разведки». Российское общество профессионалов конкурентной разведки (РОПКР) и Харьковская областная общественная организация «ОБЩЕСТВО АНАЛИТИКОВ И ПРОФЕССИОНАЛОВ КОНКУРЕНТНОЙ РАЗВЕДКИ» являются партнёрами.
Впервые на Украине 3 декабря 2010 года был проведён «KnowledgeCamp & Competitive Intelligence Camp», который был посвящён вопросам менеджмента знаний и конкурентной разведки. Данной мероприятие проходило в формате BarCamp и было организовано харьковской областной общественной организацией «Общество аналитиков и профессионалов конкурентной разведки», которая в 2012 году в г. Ялте проводила и 1-й Международный Ялтинский Форум аналитиков, профессионалов конкурентной разведки и корпоративной безопасности
Кроме того, на Украине впервые в СНГ с 2004 г. ведётся профессиональная подготовка специалистов по конкурентной разведке в Харьковском национальном университете радиоэлектроники на кафедре социальной информатики, где готовят магистров по новой специальности «Консолидированная информация» (8.18010015).
В настоящее время правильно организованная конкурентная разведка не ограничивается изучением конкурентов, а проводит работу в отношении всей среды, в которой живёт предприятие. В частности, изучается политическая и законодательная обстановка, кадровые перемещения людей, чья деятельность может оказать влияние на компанию, эксперты, способные проконсультировать по тому или иному специальному вопросу, новые технологии, собственные клиенты и поставщики компании.
Российская история развития конкурентной разведки ближе к американской модели, чем к европейской, поскольку в конкурентной разведке в России и в США велик процент бывших сотрудников спецслужб. В европейских странах преобладают выходцы из бизнеса. Однако Россия по состоянию на конец 2005 года находится в самом начале развития конкурентной разведки, портрет российского специалиста конкурентной разведки меняется и сегодня он всё больше приближается к европейскому. Такому превращению способствует появление курсов подготовки специалистов из числа сотрудников компаний, имеющих бизнес-опыт и/или бизнес-образование.
Успехи конкурентной разведки оказались настолько очевидными, что государственные разведки в свою очередь приняли на вооружение методы работы с открытыми источниками информации, отточенные специалистами КР. Правда, если для конкурентной разведки эти методы оказались жизненно важными, то для государственных разведок они выполняют вспомогательные функции.
Государственные предприятия и учреждения сегодня также используют такие методы конкурентной разведки как системы работы с открытыми источниками информации.

## Конкурентная разведка и мировой рынок
На мировом рынке конкуренция за ресурсы и рыночные доли, необходимые бизнесу, проходит напряженно, а порой принимает и жестокие формы.
В борьбе за выживание (неважно, идет речь об экономическом выживании или любом другом) шансы на успех имеет тот, кто грамотно использует разведку в своей деятельности. Конкуренция в мире растёт и конкурентная разведка при её эффективном применении может стать решающим фактором, способным привести к успеху даже компанию, которой грозило разорение.

## Цели и задачи
Конкурентная разведка решает следующие задачи:
- Информационное обеспечение процесса выработки управленческих решений как на стратегическом, так и на тактическом уровне.
- «Система раннего предупреждения», то есть насколько возможно раннее привлечение внимание лиц, принимающих решения, к угрозам, которые потенциально могут причинить ущерб бизнесу.
- Выявление благоприятных для бизнеса возможностей.
- Выявление (совместно со службой безопасности) попыток конкурентов получить доступ к закрытой информации компании.
- Управление рисками с целью обеспечить эффективное реагирование компании на быстрые изменения окружающей среды.

Приведенные выше задачи конкурентной разведки являются ключевыми для компании, они служат достижению фундаментальной цели существования подразделения конкурентной разведки — обеспечить в компании чувство защищенности вследствие осознания того факта, что судьба предприятия находится в его собственных руках и что фирма не станет внезапно жертвой обстоятельств, либо чьих-то враждебных действий.

## Примеры  возможных положительных результатов
Включение в организационную структуру не может быть оправдано только абстрактными целями разведки. Служба конкурентной разведки должна доказывать свою значимость, внося вклад в финансовый результат деятельности компании.
Деятельность разведки может выражаться и конкретными, в том числе финансовыми, показателями. Приведем несколько примеров, когда конкурентная разведка может сыграть ключевую роль в жизни предприятия:
- Опережение конкурентов в тендерах.
- Оценка потенциальных рисков и благоприятных возможностей при инвестициях.
- Опережение шагов конкурентов в рамках маркетинговых кампаний с помощью продуманных упреждающих действий, выработанных на основе данных, предоставленных конкурентной разведкой.
- Получение выгод от слияний и поглощений. Как правило, возможности слияний и поглощений выявляются конкурентной разведкой и, если бы не её работа, они могли бы остаться незамеченными. Это особенно важно в высокотехнологичных отраслях.
- Раннее предупреждение о появлении нового конкурента, новой технологии, нового канала сбыта.
- Выявление «как выглядит компания со стороны» (например с точки зрения клиентов, конкурентов, госорганов).
- Выявление каналов утечки информации (как это ни странно).
- Влияние на информационное поле вокруг компании.

Это лишь несколько наиболее очевидных примеров. При постоянной системной работе службы конкурентной разведки предприятие может получить ощутимые преимущества в гораздо большем числе областей.